# Дом Джозефа Кассеса
Дом Джозефа Кассеса (англ. Joseph Cassese House) ― памятник архитектуры, расположенный в городе Скрантон, округ Лакаванна, штат Пенсильвания, США.

## История и описание
Дом был построен в 1910 году по заказу италоамериканского предпринимателя Джозефа Кассеса ― уважаемого в среде итальянских иммигрантов человека, который активно помогал своим соотечественникам-переселенцам и располагал в Скрантоне рядом предприятий в сфере услуг.
Дом представляет собой трёхэтажное строение в стиле неоренессанса (или итальянского Возрождения) с пятью помещениями. С внешней стороны здание облицовано кирпичом цвета охры. Крыша низкая, шатровая, терракотовая, сделанная из черепицы. Передний фасад дома украшает искусно устроенное крыльцо, которое сложено из пород известняка и где вырезаны различные узоры и женские фигуры: благодаря ему здание по своему виду напоминает венецианские палаццо времён позднего Средневековья. Рядом со зданием располагается гараж, выполненный из кирпичной кладки, с шатровой крышей и подпорными стенами. Между 1926 и 1933 годами дом был разбит на отдельные квартиры, в которых поселились жильцы разных семей.
Дом Джозефа Кассеса был включён в Национальный реестр исторических мест США в 1997 году.